# يكة متوسطة
يكة متوسطة (الاسم العلمي:Yucca intermedia) هي نوع من النباتات تتبع جنس اليكة من الفصيلة الهليونية.